# جف پرکارو
جف پرکارو (انگلیسی: Jeff Porcaro; ۱ آوریل ۱۹۵۴ – ۵ اوت ۱۹۹۲) موسیقی‌دان اهل ایالات متحده آمریکا بود. وی بین سال‌های ۱۹۷۱ تا ۱۹۹۲ میلادی فعالیت می‌کرد.